# Eriauchenius voronakely
Eriauchenius voronakely is een spinnensoort uit de familie Archaeidae. De soort komt voor in Madagaskar.